# Victor Huys
Victor Huys (Geluwe, 17 juni 1829 - Zillebeke, 9 januari 1905) was een Belgisch rooms-katholiek priester en schrijver.

## Levensloop
Victor Huys was een zoon van de smid Ivo Huys en van Isabella-Clara Ghesquiere. Na de humaniorajaren in het college van Menen ging hij een priesteropleiding doen. Hij was een leeftijdgenoot van Guido Gezelle, en beiden studeerden tegelijkertijd aan het grootseminarie in Brugge. Huys werd op 10 juli 1854 tot priester gewijd, een maand na Gezelle. 
Huys was van 1853 tot 1862 leraar aan het Klein Seminarie Roeselare, als collega van Gezelle. In september 1862 werd hij onderpastoor in Wervik en vanaf 1874 was hij gedurende dertig jaar pastoor in Zillebeke. Gezelle was vaak te gast bij hem. In 1895 schreef hij het gedicht O heemlicke diepten, gewijd aan de bossen van Zillebeke.

## De Bende van Baekelandt

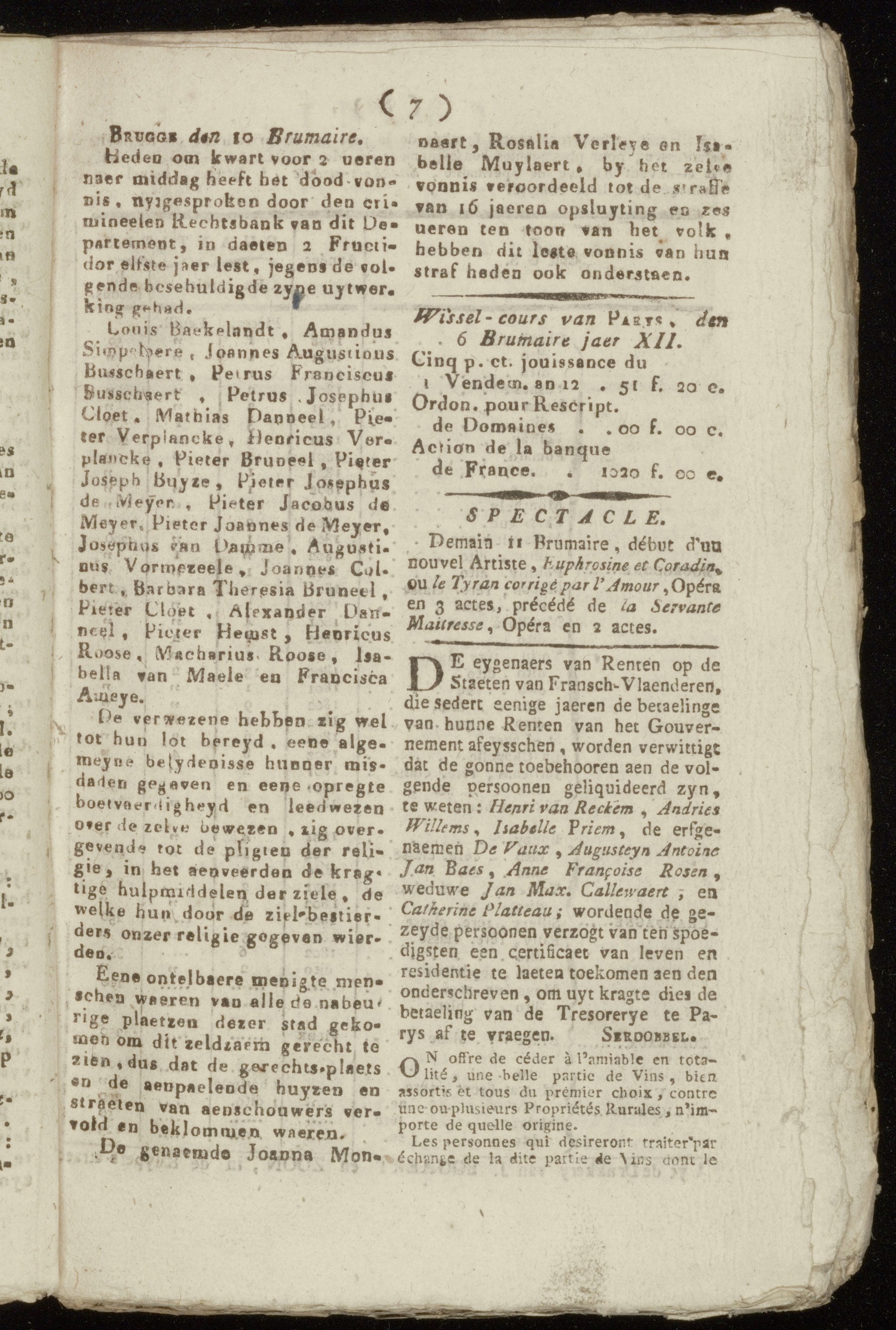
De terechtstelling van de Bende van Baekelandt in de Gazette van Brugge

Huys begon in 1857 als jonge leraar aan het schrijven en publiceren in de Standaerd van Vlanderen van een vervolgverhaal gewijd aan de vele verhalen en legenden die bestonden over de bandiet Ludovicus Baekelandt en zijn roversbende. Hiermee had hij onmiddellijk succes. De uitgever Eduard Amand Neut, die zich van de auteursrechten had verzekerd, zorgde voor drie opeenvolgende uitgaven van wat, tot een heel einde in de twintigste eeuw, een van de meest succesvolle volksboeken werd. Huys was over de kaping door Neut van de opbrengsten verbolgen, maar kon er blijkbaar weinig tegen ondernemen. Pas na de dood van Neut kon hij zelf een vierde druk realiseren.
Gezelle droeg bij tot het succes van het boek door de toevoeging van twee liederen, die konden gezongen worden op een gekende melodie: Maar hoort nu hoe dat Baekeland (1858) en Nog van Baekeland (1859).
Het boek verscheen in goed West-Vlaams. Huys beleed, in zijn voorwoord ,zijn geloof in het West-Vlaamse taalparticularisme. Als collega en vriend van Gezelle was hij het op dat punt roerend met hem eens. Hij publiceerde trouwens een manifest in de Standaerd van Vlaenderen, waarin hij pleitte voor het West-Vlaams, dat volgens hem soepeler en natuurlijker klonk dan het 'stijve Nederlands'.

## Sint-Franciscus
Naast het volkse verhaal over Baekeland, publiceerde Huys ook een meer ambitieus boek, gewijd aan de verhalen over de heilige Franciscus van Assisi. Het ging om een vertaling uit het Italiaans. Hij deed hierbij beroep op de hulp van Guido Gezelle.
Gezelle nam de vertaling op zich, in versvorm, van de gedichten die in de originele tekst voorkwamen. Het werden de gedichten De liefde stak me in brande, het hartstochtelijk lied door de zalige Jacopone di Todi en de Lofzang der Zonne, het bekende loflied van Franciscus.

## Publicaties
- Baekeland of de rooversbende van 't Vrijbosch, Gent, Ed. Neut, 1860 - tweede druk, idem, 1867 - derde druk, idem, 1875 - vierde druk, Gent, A. Siffer, 1890.
- Legenden van  St.-Franciscus, Roeselare, Stock-Werbrouck & Brussel, Goemaere, 1861.
- Spiegel der Jonkheid, 1880.
- Het leven van de H. Catharina, z.d. (1882)
- Geuzen in 't Ypersche, in: 't Nieuwsblad van Yper, 1900 en vv.